# Perispuda
Perispuda is een geslacht van insecten uit de orde vliesvleugeligen (Hymenoptera) en de familie Ichneumonidae.

## Soorten
- P. bibullata Sheng, 1999
- P. bignellii (Bridgman, 1881)
- P. facialis (Gravenhorst, 1829)
- P. flavitarsis (Thomson, 1893)
- P. khasiana (Cameron, 1900)
- P. mesoxantha (Thomson, 1894)
- P. nigra Sheng, 2009
- P. sulphurata (Gravenhorst, 1807)